# Зорка Чорногорська
Любиця Петрович-Негош (серб. Љубица Петровић Његош), відома як Зорка Чорногорська, також Зорка Карагеоргієвич (серб. Зорка Карађорђевић; 23 грудня 1864 — 16 березня 1890) — чорногорська княжна з династії Петровичів-Негошів, донька князя Чорногорії Ніколи I та Мілени Вукотіч, дружина сербського принца Петра Карагеоргієвича, майбутнього короля Сербії, матір першого короля Югославії Александра I.

## Біографія

### Дитинство
Любиця народилась 23 грудня 1864 року в Цетинє первісткою в родині князя Чорногорії Ніколи I та його дружини Мілени Вукотіч. Батьки були заручені з дитинства й одружилися, коли Любиці було 13 років. Перші чотири роки шлюбу були бездітними, тож Любиця була довгоочікуваною дитиною.
За три дні після її народження батько відрядив послів до князя Сербії Михайла Обреновича з проханням стати хрещеним батьком. Князь пристав на цю пропозицію та відрядив священика Георгія Миловановича й капітана Любомира Івановича бути представниками на церемонії та передати дари для хрещениці.

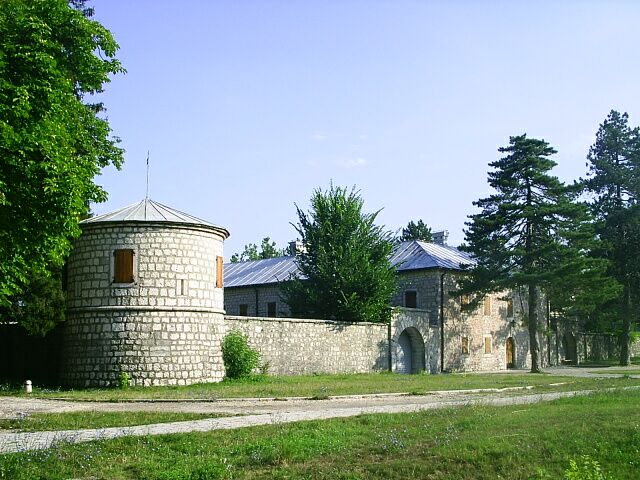
Фортеця Більярда, де Зорка провела перші роки життя

Любицю охрестили в день пам'яті Святого Сави. Дівчинка отримала ім'я Любиця Мілена, що мало символізувати любов між чорногорським та сербським народом та зорю нової ери відносин між князівствами. Внаслідок цього вдома її часто кликали Зоркою.
Мешкала родина у Цетинє у фортеці Більярда, а в 1867 році — переїхала до тільки-но закінченого королівського палацу, який було закладено ще до народження Зорки. У 1871 його розширили за рахунок прибудови двох додаткових крил. Збережені інтер'єри свідчать, що сімейство жило досить багато.
Від 1868 року, після вбивства Михайла Обреновича та вцарювання його небожа Мілана, відносини між Чорногорією та Сербією охололи. Натомість, зимовий візит 1868—1869 років Миколи Негоша до Санкт-Петербургу сприяв становленню дружніх стосунків із Російською імперією.
Зорка своє дитинство до 11 років провела у Цетинє. За цей час у неї з'явився молодший брат Данило та п'ятеро сестер: Міліца, Стана, Єлена, Марія та Анна. Освітою княжни займалися місцеві вчителі та швейцарська гувернантка, пані Найком. На додачу до домашньої освіти Зорка відвідувала заняття у Дівочому інституті імператриці Марії, закладеному у Цетинє дружиною російського імператора Олександра II у 1869 році.
Цей заклад було засновано з метою створення «аристократії двору», приборкання диких та норовливих чорногорських дівчат та виховування з них освічених європейських дам. Освіта велася у дусі православ'я та любові до батьківщини для майбутніх дружин та матерів. Особливо там заохочувалися м'якість та добрий норов.

### Освіта
У 1875 році Любицю та Міліцу відправили до Санкт-Петербургу для продовження освіти. Дівчатка прибули в Росію у липні, щоб пом'якшити для організму зміну клімату. Восени, за велінням імператриці, їх оглянули лейб-медики і дійшли висновку, що княжни здорові, однак потребують, особливо старша Зорка, нагляду за станом здоров'я, особливо після застуд.
З дозволу імператора дівчат було зараховано до Смольного інституту шляхетних дівчат, з тим щоб вони перебували під особливою опікою пані начальниці, користувалися окремим приміщенням, а також мали окрему наставницю та покоївку, однак відвідували класи разом з іншими вихованками. З державного казначейства на рахунок Товариства інституту надійшло 1000 рублів єдиноразової виплати «на облаштування» та по 3403 рубля 30 копійок на утримання обох князівен щороку.

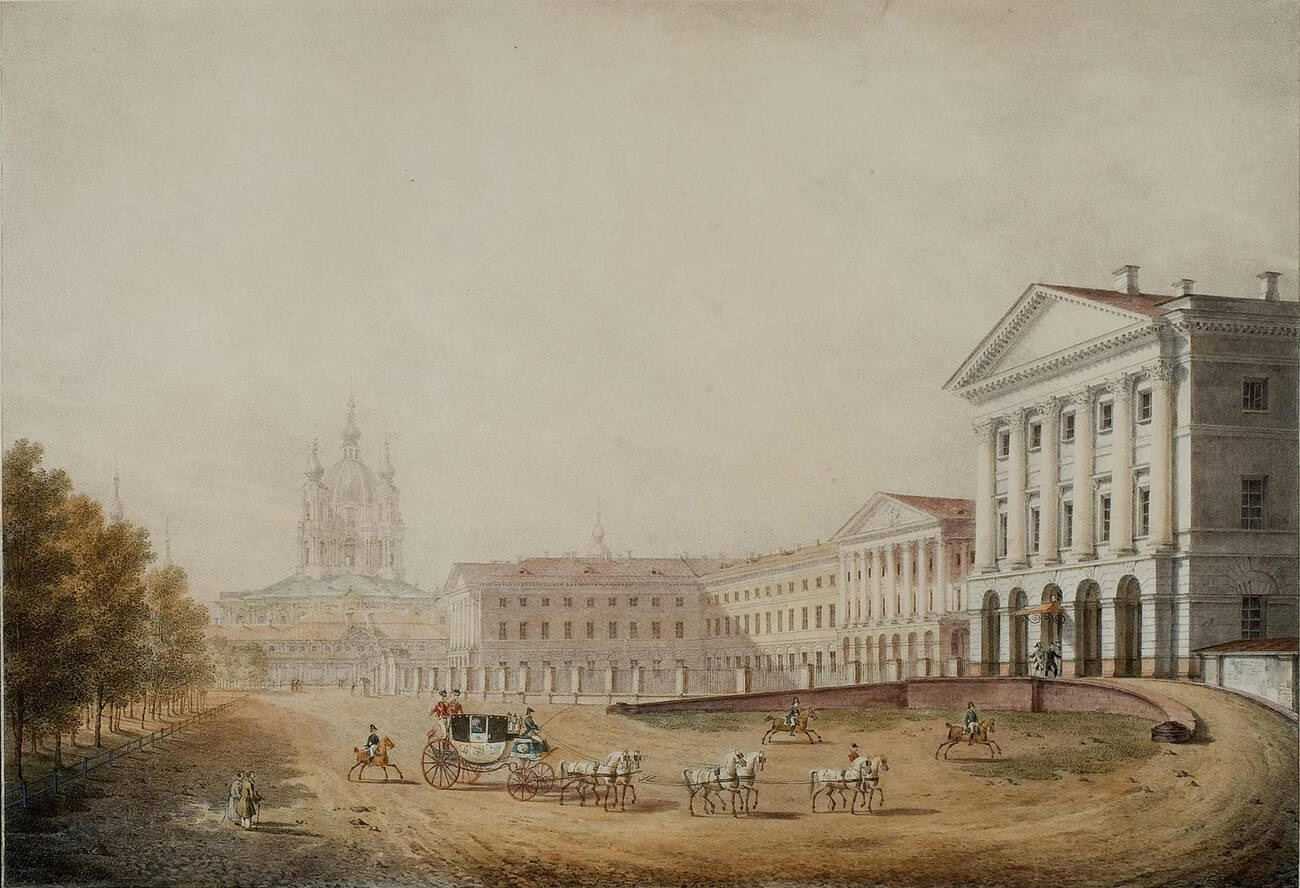
Смольний інститут шляхетних дівчат

Зорку в Петербурзі на російський манер називали Любицею Миколаївною. Займалася вона за навчальною програмою, введеною інспектором класів Ушинським за кілька років до її приїзду. В ній серйозна увага приділялася вивченню російської мови, географії, історії, природознавства, а також значний час відводився урокам фізики та хімії, для яких були замовлені наочні прилади. Історію мистецтв викладала сама начальниця Смольного, Ольга Томилова. Вона ж особисто призначала вчительок музики, переважно ними ставали випускниці консерваторії. Завдяки її знайомству з міністром Адлербергом вихованки мали змогу часто відвідувати імператорські театри.
Предмети в інституті викладалися російською. Княжнам її вивчення давалося непросто. На перших порах юним чорногоркам було нелегко встигати за навчальним матеріалом. Серед нових подруг їм допомогли освоїтися щирість та доброзичливість. Наступного року до них доєдналася їхня сестра Анастасія. Роки навчання трьох дівчат збіглися із російсько-турецькою війною 1877—1878 років. Військові дії точилися на Балканах, тож князь Микола не мав змоги забирати доньок додому на літній час. З дозволу імператриці дівчат на літні місяці забирала до себе пані Томилова. Сестри жили в її маєтку Успенське, відомому великою художньою колекцією, поблизу Успенського монастиря в Старій Ладозі.
Начальниця як могла підбадьорювала юних князівен. Разом з подругами княжни виготовляли корпію, шили білизну для поранених. Вихованками було зібрано 232 рубля 15 копійок «на користь нещасних жителів Сербії та Герцеговини». Також дівчата відмовлялися від балів з проханням перерахувати гроші, що виділялися на ці заходи, на користь поранених. Сестри уважно слідкували за перебігом військових дій та раділи перемогам.
Якщо з князівен хтось хворів, імператорській родині щоденно доправлялися бюлетені щодо стану їхнього здоров'я. Іноді після застуд, найчастіше весною, чорногорок забирали до Царського Села, де ті одужували на свіжому повітрі.
У 1880 році здобувати освіту до Смольного приїхала ще одна сестра Зорки, Марія. Сама ж Зорка закінчила навчання у 1881 році, потрапивши у 49-й випуск інституту.

### Повернення

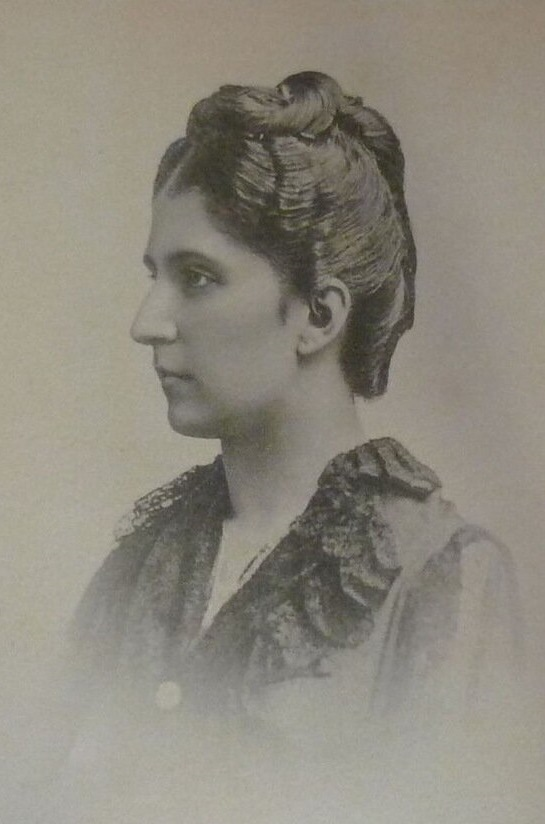
Зорка Чорногорська

Після прощання з Петербургом Зорка повернулася до Чорногорії. В той час її описували як привабливу, елегантну, дотепну, інколи цинічну, енергійну та добре освічену дівчину. Виразними чорними очима вона найбільше з дітей князя нагадувала Ніколу. Батько лагідно кликав її «татів син». Газета «Голос чорногорця» запевняла, що княжна була також музично обдарованою. Любиця з кузиною в чотири руки могли витончено та майстерно грати мелодії на фортепіано, а виконання італійських канцон княжною «гіпнотизувало усіх присутніх».
За час її відсутності у батьків народилися син Мірко та донька Софія, яка померла немовлям. А за кілька місяців до приїзду Зорки народилася Ксенія.
За традицією Любиця відразу ж включилася в гуманітарну діяльність та заняття благодійництвом.
У 1882 році з Росії, закінчивши навчання, повернулася Міліца. В Чорногорії в цей час проходив перепис населення. Князь вирішив відправити дружину та трьох старших доньок на відпочинок до Віші у Францію. Там Зорку вперше побачив сербський принц Петро Карагеоргієвич, якого називали «королем у вигнанні», оскільки його батька позбавили титулу на користь родини Обреновичей. По досягненні князівною 18-річного віку він надіслав Миколі Негошу шлюбну пропозицію.

Це викликало неоднозначну реакцію при чорногорському дворі. Оскільки наречений був вигнанцем з Сербії, це могло призвести до подальшого ускладнення сербсько-чорногорських відносин, що, в свою чергу, могло мати негативні наслідки для контактів з Австро-Угорщиною. 

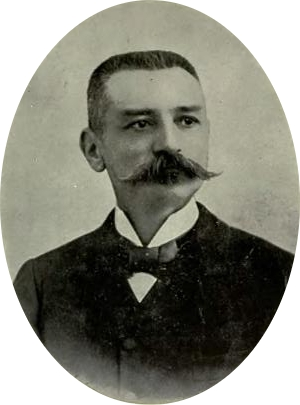
Петро Карагеоргієвич

З іншого боку, Петро міг врешті-решт посісти батьківський престол, і це зробило б Зорку королевою. Після таємної наради, в якій брали участь чорногорські воєводи та міністри, було прийнято рішення підтримати цей шлюб, незважаючи на можливі політичні ускладнення, які він міг викликати. Проти виступив лише міністр закордонних справ Станко Радонич.
Для Петра, в свою чергу, цей шлюб давав можливість знову з'явитися на політичній арені. Хоча Чорногорія не мала великої армії, проте її володар був дуже популярним серед південних слов'ян, а, особливо, сербів.
23 січня 1883 року Петро прибув до Цетинє. За цим візитом уважно стежили іноземні інформаційні агентства, і багато європейських газет писали про нього як про сенсацію. Белград був обурений, але уряд ніяк офіційно не відреагував. Натомість Австро-Угорщина, дипломатичні відносини з якою були встановлені тільки у 1879 році, сприйняла цей крок як змову проти імперії, і через барона Темеля, свого повіреного, зажадала від князя опротестувати шлюб і негайно вислати Петра з країни. Миколі Негошу довелося застосувати весь свій дипломатичний талант, щоб врегулювати ситуацію.
Днями наречений багато гуляв околицями міста, розмовляючи з селянами, а вечори проводив у колі сім'ї майбутнього тестя. Зорка у розмовах з сестрами зізнавалася, що їй подобається наречений, його якості та ставлення до неї. Петро залишався в Цетинє цілий місяць, після чого було вирішено, що весілля відбудеться влітку.

### Шлюб
Вінчання 18-річної Зорки Чорногорської із 39-річним Петром Карагеоргієвичем відбулося о 10-й годині ранку 1 серпня 1883 року в Цетинському монастирі за традиціями православ'я. Церемонію провів митрополит Віссаріон.
Зорка була вдягнена у чорногорське національне вбрання, багато прикрашене золотою вишивкою, а на голові мала вінок, з якого до землі спускалася біла фата. Свідком нареченої погодився стати російський імператор Олександр III. На весіллі його представляв граф Орлов-Денисов. Іншим свідком став воєвода Мілан Вукович. Петро прибув до Чорногорії у супроводі братів Георга та Арсена, сестри та племінниці. Вся сербська родина справила добре враження на чорногорців.

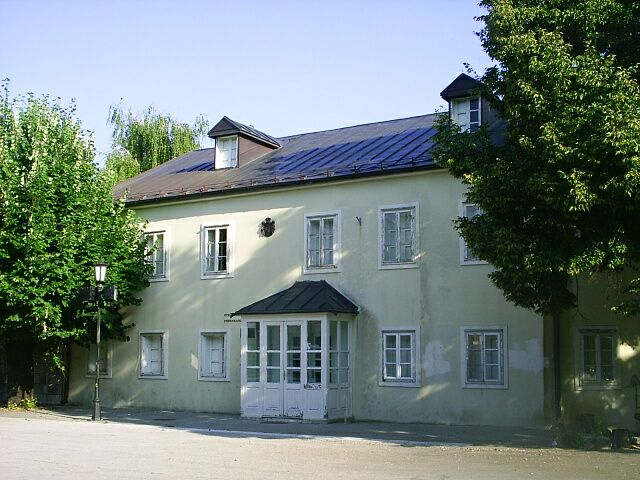
Резиденція у Цетинє

Імператор, як весільний дарунок, прислав молодятам коштовний набір сапфірів, рубінів та діамантів, складених у вигляді російського триколора. Батько подарував Любиці будинок навпроти королівського палацу.
Весільна вечеря пройшла згідно чорногорських традицій із великою кількістю гостей. Також було запрошено дипломатичний корпус. Представник Австро-Угорщини вітав лише наречену та її родину, їгноруюючи Карагеоргієвичів, «так, ніби вона одружувалася з повітрям». Газетярі писали, що в саду були розставлені столи на 2000 чоловік. Місцеві поети складали оди на цю подію. До нашого часу збереглося близько десяти пісень на тему весілля Зорки і Петра. За словами міністра Вуковича, після весілля в Чорногорії почалася епоха Карагеоргієвичей.
Того ж дня молодята від'їхали у весільну подорож до Парижу. Арсен їх супроводжував. У Франції княжна познайомилася зі своїм свекром Александром Карагеоргієвичем, який був вже у досить похилому віці. Після повернення молода пара оселилася у подарованому будинку в Цетинє. Це була проста прямокутна будівля, характерна для Чорногорії того часу.
Взимку Зорка завагітніла і наступної осені народила доньку. Хресним батьком новонародженої також став імператор Олександр III. При хрещенні його функції виконував дипломат Кімон Аргіропуло.
У 1885 році Микола Негош подарував доньці палац Тополіца у Барі на березі Адріатичного моря, який став літньою резиденцією подружжя. Комплекс складався з великого та малого палаців, каплиці, будинку сторожа та зимового саду. Двоповерхова будівля була оточена ботанічним садом, що містив колекцію рослин Середземномор'я. Від палацу до самого моря йшов дерев'яний настил, який використовувался і як причал для яхт. Інтер'єри декількох кімнат збереглися до нашого часу.

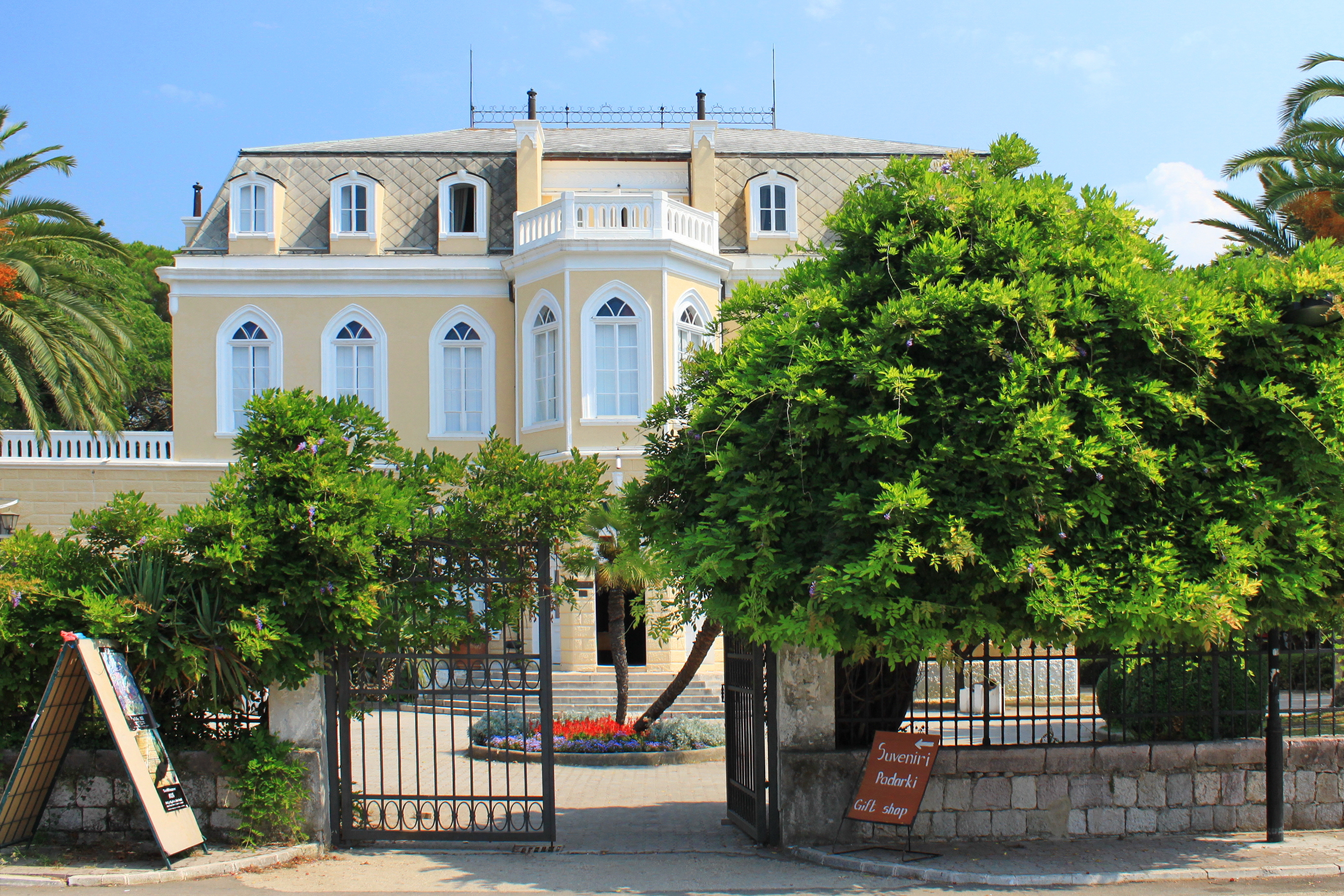
Палац Тополіца

Зорку Чорногорську після одруження змальовували рішучою та амбітною жінкою, яка втручалася в політику та намагалася нав'язувати свою волю. Княжна докладала зусиль, щоб підняти всю Чорногорію на допомогу Карагеоргієвичам у їхніх планах по поверненню влади в Сербії. Наслідуючи матір, яка була відома в країні як «національна мати», Зорка прагнула отримати подібну популярність.
Бажаючи виконати свій обов'язок: народити якомога більше дітей, в той же час вона стала головною з ідеологів стратегії завоювання сербського престолу. Існують дані, згідно з якими княгиня, співпрацюючи із сербською опозицією, організовувала таємні загони чорногорців для вторгнення в Сербію та повалення влади Обреновичів. Відправці війська в останній момент завадив її батько.
Тим не менш, вона не забувала і про благодійну діяльність. Допомагала бідним, засновувала культурні та соціальні установи. Серед них була і лікарня в Никшичі, покровителькою якої Любиця виступала й надалі.
І майже кожного року княжна народжувала дитину. Чоловік хвилювався через її постійні вагітності, бо у Відні віщунка нагадала йому блискучу майбутність, однак смерть дружини через пологи. Тому коли підходив час пологів, князь завжди перебував біля дружини.
Невдовзі після п'ятих пологів, що були передчасними, у неї виникли симптоми перитоніту, який тоді не лікувався. Петро викликав із Відня відомих гінекологів, Брауна та Ракітинського, однак в живих княгиню вони не застали. Зорка Чорногорська померла 25-річною, незадовго до півночі 16 березня 1890 року.
Країна влаштувала їй пишний похорон із плакальницями та пострілами з гармат. В останню путь її проводжав натовп народу на чолі із родиною та високопосадовцями. Поховали княгиню на подвір'ї Цетинського монастиря.

### Посмертна доля
Існують перекази, за якими перед смертю княгиня прошепотіла: «Ти будеш королем, Петреǃ». Її чоловік за кілька років став королем Сербії після припинення династії Обреновичей. Їхній син Александр продовжував правити як король Сербів, Хорватів і Словенців, а згодом  — як король Югославії.
15 травня 1912 року тіло княжни перепоховали в Сербії, у королівському мавзолеї Карагеоргієвичей, який знаходиться у крипті церкви Святого Георгія на пагорбі Опленац.
Після Першої світової війни белградські жінки заснували товариство «Княгиня Зорка», яке займалося гуманітарною діяльністю. У 1930 році до нього долучилося «Благодійне об'єднання сербського Дубровника». Проіснувала організація до 1941 року.
За ініціативою товариства «Княгиня Зорка» їй було встановлено пам'ятник. Скульптура у вигляді погруддя була створена Стаменко Джургевичем та відкрита 3 червня 1926 року. У цій події взяли участь голови муніципалітетів Цетинє та Белграду. Це був перший пам'ятник в Сербії, присвячений жінці. Після Другої світової війни його зняли з постаменту. Подальша доля скульптури невідома. У Сербському історичному музеї зберігається її гіпсова копія.
На знак пошани до княгині белградський муніципалітет назвав її іменем вулицю в центрі міста.
Теперішній претендент на сербський престол, кронпринц Александр Карагеоргієвич (нар.1945), є правнуком Зорки Чорногорської. Згідно опитувань у Сербії протягом останніх п'яти років, більшість населення підтримує відновлення монархії.

## Цікаві факти
- Існує легенда, згідно якої князь Микола Негош турбувався про долю своїх доньок, побоюючись, що вони не знайдуть собі чоловіків. Тому наказав збудувати для тих із них, хто залишаться неодруженими, монастир на острові Враніна на Скадарському озері. На руїнах стародавньої культової споруди звели нову церкву, а поруч — досить великий будинок з декількома кімнатами та двома просторими залами.[4][24] Тим не менш, лише дві наймолодші доньки залишились неодруженими, але не стали черницями, а вирушили з батьками в еміграцію до Франції під час Першої світової війни.

## Родина

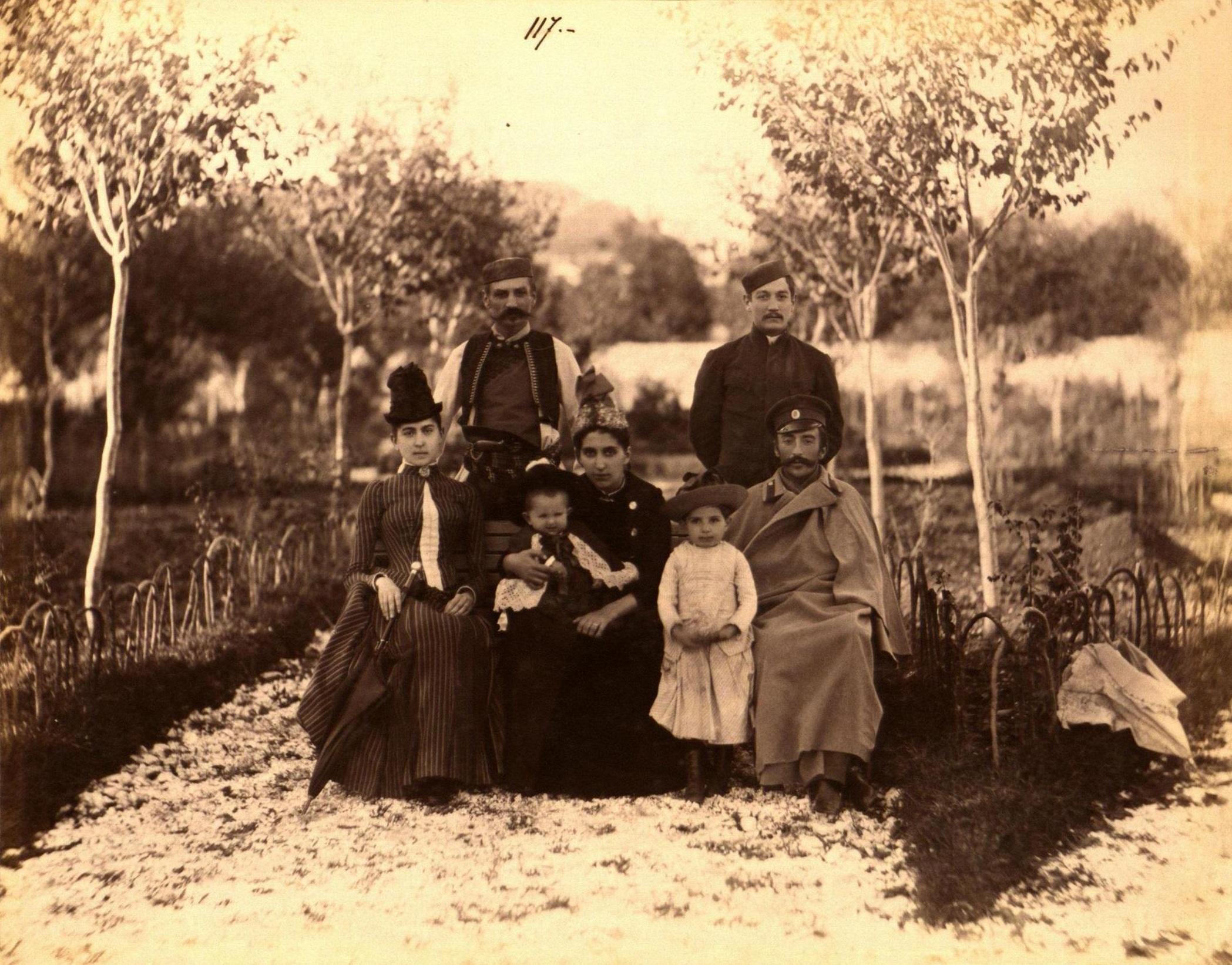
Зорка з родино, фото близько 1890 року

Чоловік — Петро I Карагеоргієвич
Діти:
- Єлена (1884—1962) — дружина російського князя імператорської крові Іоанна Костянтиновича, мала сина та доньку;
- Мілена (1886—1887) — прожила півтора року;
- Георгій (1887—1972) — кронпринц Сербії, відмовився від династичних прав у 1909 році, був морганатично одруженим із Радмілою Радоніч, дітей не мав;
- Александр (1888—1934) — король Сербів, Хорватів і Словенців у 1921—1934 роках,[25] був одруженим із Марією Румунською, мав трьох синів;
- Андрій (16 березня 1890) — помер після народження.